# Gouvernement Godbout I
 (janvier 2025).
La mise en forme du texte ne suit pas les recommandations de Wikipédia : il faut le « wikifier ».
Les points d'amélioration suivants sont les cas les plus fréquents. Le détail des points à revoir est peut-être précisé sur la page de discussion.
- Les titres sont pré-formatés par le logiciel. Ils ne sont ni en capitales, ni en gras.
- Le texte ne doit pas être écrit en capitales (les noms de famille non plus), ni en gras, ni en italique, ni en « petit »…
- Le gras n'est utilisé que pour surligner le titre de l'article dans l'introduction, une seule fois.
- L'italique est rarement utilisé : mots en langue étrangère, titres d'œuvres, noms de bateaux, etc.
- Les citations ne sont pas en italique mais en corps de texte normal. Elles sont entourées par des guillemets français : « et ».
- Les listes à puces sont à éviter, des paragraphes rédigés étant largement préférés. Les tableaux sont à réserver à la présentation de données structurées (résultats, etc.).
- Les appels de note de bas de page (petits chiffres en exposant, introduits par l'outil «  Source ») sont à placer entre la fin de phrase et le point final[comme ça].
- Les liens internes (vers d'autres articles de Wikipédia) sont à choisir avec parcimonie. Créez des liens vers des articles approfondissant le sujet. Les termes génériques sans rapport avec le sujet sont à éviter, ainsi que les répétitions de liens vers un même terme.
- Les liens externes sont à placer uniquement dans une section « Liens externes », à la fin de l'article. Ces liens sont à choisir avec parcimonie suivant les règles définies. Si un lien sert de source à l'article, son insertion dans le texte est à faire par les notes de bas de page.
- La présentation des références doit suivre les conventions bibliographiques. Il est recommandé d'utiliser les modèles {{Ouvrage}}, {{Chapitre}}, {{Article}}, {{Lien web}} et/ou {{Bibliographie}}. Le mode d'édition visuel peut mettre en forme automatiquement les références.
- Insérer une infobox (cadre d'informations à droite) n'est pas obligatoire pour parachever la mise en page.

Pour une aide détaillée, merci de consulter Aide:Wikification.
Si vous pensez que ces points ont été résolus, vous pouvez retirer ce bandeau et améliorer la mise en forme d'un autre article.
| Gouvernement Taschereau | Gouvernement Godbout (1er) | Gouvernement Godbout (1er) | Gouvernement Godbout (1er) | Gouvernement Godbout (1er) | Gouvernement Duplessis (1er) |
| 19e législature         | 19e législature            | 19e législature            | 19e législature            | 19e législature            | 20e législature              |
| 1936                    |                            |                            |                            |                            |                              |

Le premier gouvernement d'Adélard Godbout, du parti libéral, devenu premier ministre du Québec à la suite de la démission de son prédécesseur Louis-Alexandre Taschereau, s'étendit du 11 juin au 26 août 1936. Il obtint plus tard un second mandat, de 1939 à 1944.

## Caractéristiques
Adélard Godbout n'a pas été sali par les scandales de l'ère Taschereau ce qui est probablement l'une des raisons pour lesquelles il a été choisi pour lui succéder. Malheureusement pour lui, et même si son gouvernement ne comprend aucun des ministres impliqués dans les scandales, il est incapable de faire face aux attaques féroces de l'Union nationale et de son chef Duplessis durant la campagne électorale.

## Chronologie
- 11 juin 1936 : le premier ministre Taschereau démissionne, à la suite des nombreux scandales mis au jour par le comité des comptes publics. Adélard Godbout, son successeur désigné, annonce des élections générales pour le 17 août.
- 27 juin 1936 : assermentation du cabinet Godbout devant le lieutenant-gouverneur, Ésioff-Léon Patenaude.
- 17 août 1936 : l'Union nationale de Maurice Duplessis remporte l'élection avec 76 députés contre 14 pour les libéraux. Godbout n'est même pas élu dans son comté de L'Islet. C'est la fin d'un règne libéral qui a duré près de 40 ans.

## Composition
Assermentation le 27 juin 1936 :
- Adélard Godbout : premier ministre, ministre de l'Agriculture
- Edward Stuart McDougall : trésorier provincial
- Charles-Auguste Bertrand : secrétaire de la province, procureur général
- Hector Authier : ministre de la Colonisation
- Césaire Gervais : ministre des Travaux publics et des Mines
- Edgar Rochette : ministre du Travail, de la Chasse et des Pêcheries
- Télesphore-Damien Bouchard : ministre des Terres et Forêts, ministre des Affaires municipales
- Pierre-Émile Côté : ministre de la Voirie
- Wilfrid Gagnon : ministre de l'Industrie et du Commerce
- Frank Lawrence Connors : ministre sans portefeuille
- Cléophas Bastien : ministre sans portefeuille

Il n'y eut aucune modification à la composition de ce gouvernement au cours de son mandat.